# Oupnek’hat
Era uma tradução em latim, de uma tradução persa, da versão original em sânscrito das Upanişad. Possuía cinquenta aforismos das Upanişad, dentre as 108 existentes. Essa versão era de 1801, traduzida por Anquetil-Duperron, não diretamente do sânscrito original, mas de uma versão persa de 1656, do Sultão Mohammed Dara Shikoh, irmão de Aurangzeb, que havia nascido e crescido na Índia e possuía um grande conhecimento da cultura védica e da língua sânscrita.